# 7e Primetime Emmy Awards
De 7e Primetime Emmy Awards, waarbij prijzen werden uitgereikt in verschillende categorieën voor de beste Amerikaanse televisieprogramma's die in primetime werden uitgezonden tijdens het televisieseizoen 1954-1955, vond plaats op 7 maart 1955.

## Winnaars en nominaties - televisieprogramma's
(De winnaars staan bovenaan in vet lettertype.)

#### Dramaserie
(Best Dramatic Series)
- The United States Steel Hour
  - Four Star Playhouse
  - Medic
  - The Philco Television Playhouse
  - Studio One

#### Komische serie
(Best Situation Comedy Series)
- Make Room for Daddy
  - The George Burns and Gracie Allen Show
  - I Love Lucy
  - Mister Peepers
  - Our Miss Brooks
  - Private Secretary

#### Western- of avonturenserie
(Best Western or Adventure Series)
- Stories of the Century
  - The Adventures of Wild Bill Hickok
  - Annie Oakley
  - Death Valley Days
  - The Roy Rogers Show

## Winnaars en nominaties - acteurs

### Hoofdrollen

#### Mannelijke hoofdrol
(Best Actor Starring in a Regular Series)
- Danny Thomas als Danny Williams in Make Room for Daddy
  - Richard Boone als Dr. Konrad Styner in Medic
  - Robert Cummings als Bob S. Beanblossom in My Hero
  - Jackie Gleason als Ralph Kramden in The Jackie Gleason Show
  - Jack Webb als Sgt. Joe Friday in Dragnet

#### Vrouwelijke hoofdrol
(Best Actress Starring in a Regular Series)
- Loretta Young als Loretta Young in Letter to Loretta
  - Gracie Allen als Gracie Allen in The George Burns and Gracie Allen Show
  - Eve Arden als Connie Brooks in Our Miss Brooks
  - Lucille Ball als Lucy Ricardo in I Love Lucy
  - Ann Sothern als Susie McNamara in Private Secretary

### Bijrollen

#### Mannelijke bijrol
(Best Supporting Actor in a Regular Series)
- Art Carney als Ed Norton in The Jackie Gleason Show
  - Ben Alexander als Officer Frank Smith in Dragnet
  - Don DeFore als 'Thorny' Thornberry in The Adventures of Ozzie & Harriet
  - William Frawley als Fred Mertz in I Love Lucy
  - Gale Gordon als Osgood Conklin in Our Miss Brooks

#### Vrouwelijke bijrol
(Best Supporting Actress in a Regular Series)
- Audrey Meadows als Alice Kramden in The Jackie Gleason Show
  - Bea Benaderet als Blanche Morton in The George Burns and Gracie Allen Show
  - Jean Hagen als Margaret Williams in Make Room for Daddy
  - Marion Lorne als Mrs. Gurney in Mister Peepers
  - Vivian Vance als Ethel Mertz in I Love Lucy